# Aníbal Rodríguez Herrera
Aníbal Rodríguez Herrera (* Santiago, 1868 - † 22 de diciembre de 1941) fue un abogado y político chileno. Hijo de Juan Esteban Rodríguez Segura e Ignacia Herrera, casado con Rosa Velasco Martínez y en segundas nupcias con Graciela Velasco Martínez, su cuñada.
Cursó Leyes en la Universidad de Chile, jurando como abogado el 9 de enero de 1891. Paralelo a sus cursos de derecho, fue oficial segundo y archivero del Ministerio del Interior (1886-1891).

## Actividades públicas
- Secretario del Consejo de Estado (1895-1899).
- Subsecretario del Ministerio del Interior (1899-1901).
- Militante del Partido Nacional, desde 1900.
- Secretario del Consejo de Estado (1901-1906).
- Diputado por Temuco, Imperial y Llaima (1906-1909); integró la comisión permanente de Asistencia Pública y Beneficencia.
- Ministro de Guerra y Marina (1908-1909).
- Diputado por Concepción, Talcahuano, Lautaro y Coelemu (1909-1912); formó parte de la comisión permanente de Relaciones Exteriores.
- Vicepresidente de la Cámara de Diputados (1909).
- Ministro subrogante de Hacienda (1910).
- Ministro de Guerra y Marina (1910-1911).
- Diputado por Concepción, Talcahuano, Lautaro y Coelemu (1912-1915); figuró en la comisión permanente de Gobierno y Policía Interior.
- Conservador del Registro de Hipotecas y Gravámenes (1913-1915).
- Diputado por Concepción, Talcahuano, Lautaro y Coelemu (1915-1918); miembro de la comisión permanente de Guerra y Marina.
- Diputado por Concepción, Talcahuano, Lautaro y Coelemu (1918-1921); integrante de la comisión permanente de Constitución, Legislación y Justicia.
- Profesor del Liceo de Iquique (1919-1920).
- Conservador de Bienes Raíces de Linares (1920).
- Diputado por Constitución, Cauquenes y Chanco (1921-1924);  miembro de la comisión permanente de Educación Pública.
- Ministro de Hacienda (1923).
- Conservador de Bienes Raíces de Santiago (1925-1941).